# Taylor's Wailers
Taylor's Wailers è un album di Art Taylor, pubblicato dalla Prestige Records nel 1957. Il disco fu registrato negli studi di Rudy Van Gelder ad Hackensack, New Jersey (Stati Uniti), nelle date indicate.

## Tracce
Lato A
1. Batland – 9:48 (Lee Sears) – Registrato il 22 marzo 1957
2. C.T.A. – 4:44 (Jimmy Heath) – Registrato il 22 marzo 1957
3. Exhibit A – 6:13 (Lee Sears) – Registrato il 25 febbraio 1957

Lato B
1. Cubano Chant – 6:32 (Ray Bryant) – Registrato il 25 febbraio 1957
2. Off Minor – 5:35 (Thelonious Monk) – Registrato il 25 febbraio 1957
3. Well, You Needn't – 7:54 (Thelonious Monk) – Registrato il 25 febbraio 1957

## Musicisti
Art Taylor Sextet
Brani A1, A3, B1, B2 & B3
- Art Taylor  - batteria
- Donald Byrd  - tromba
- Charlie Rouse - sassofono tenore
- Jackie McLean  - sassofono alto
- Ray Bryant  - pianoforte
- Wendell Marshall  - contrabbasso

Art Taylor Quartet
Brano A2
- Art Taylor  - batteria
- John Coltrane  - sassofono tenore
- Red Garland  - pianoforte
- Paul Chambers  - contrabbasso